# حاسوب غمامة الرقاقة الواحدة
يعد هذا المعالج من أعقد معالجاتِ إنتل من حيث البنيةِ الداخلية إذ يحتوي على 48 نواة موصولة ضمن شبكة متكاملة على قطعة سيليكون.
مختبرات إنتيلِ تَتوقّعُ بِناء 100 معالج كمرحلة تجريبية لاستعمالات البحثِ العلمي والأكاديميِ، وأيضاً بهدفِ تطوير تطبيقاتِ ونماذج تتلاءم مع قدرة هذا النوع من المعالجات.
يصنف هذا النوع من المعالجات ضمن المعالجات ذات البنية العنقودية القابلة للتمديد (Scalable) بحيث يحمل المواصفات التالية:
1-الرقاقات ضمن المعالج الواحد: كل رقاقة تحوي نواتين (24 tiles with two IA cores per tile).
2-نوع الشبكة: (A 24-router mesh network with 256 GB/s bisection bandwidth).
3-المتحكمات بالنفاذ إلى الذاكرة: (4 integrated DDR3 memory controllers).
4-هاردوير خاص لتمرير الرسائل: (Hardware support for message-passing).
من الناحية البنيان الداخلي فإن بنية هذا النموذج قد طورت بحيث تضمن كفاءة عالية للطاقة المستخدمة في التغدية، إمكانية التواصل من نوع (core to core)، تمكين التطبيقات من إمكانية التعديل الديناميكي للتردد والفولط تبعاً للكمية المتاحة من الطاقة المستخدمة في تغذية المعالج وذلك ضمن المجال [125 – 25 ] واط.
من الناحية العملية يمكن لكل (Core) أن تشغل نظام تشغيل أو تعالج مكدساً من العمليات وكأنها حاسوب وحيد مربوط إلى شبكة مع حواسب أخرى، تتبادل المعطيات فيما بينها وفق بروتوكول (Packet-Based).
ومن أهم ميزات شبكة النموذج SCC هو دعمه لنظام خارج النطاق (Scale-out) وهو عبارة عن نموذح برمجي للرسائل بين النواى (message-passing programming models) والذي يمكن أن يدعم إلى ألف نواة ضمن النموذج SCC.
نظام الخابيات في المعالج SCC:
كل نواه ضمن النموذج تملك مستويين من الكاش، ولا يوجد نظام اتساق خابيات بينهما وذلك لتبسط التصميم والحد من الاستخدام الزائد للطاقة، وتحفيز وحدة استكشاف الذواكر الموزعة المثبتة على الرقاقة، حيث نجح الباحثون في ايجاد نظام بديل للتنسيق بين الخابيات من خلال نظام رسائل بين النوى وذاكرة مشتركة متماسكة.
إدارة الطاقة ضمن المعالج SCC:
يضمن النموذج إدارة الطاقة أيضاً، إذ يمكن للتطبيقات البرمجية التحكم بالطاقة المشغلة للنواة الواحدة حيث يمكن ايقاف\تشغيل النوى وذلك تبعا للأداء الذي تقدمه هذه النوى، بمعنى أنها تؤمن التكييف مع الطاقة المتاحة للمعالج ككل، ويمكن للمعالج أن يشغل ال 48 نواة معاً ضمن مجال الطاقة [125 – 25 ] واط، ويمكن للمعالج أيضاً ُتغييرالفولطيةُ والتردد للشبكة الموصلة للنوى (Mesh Network) وللنوى أيضاً وذلك بشكل انتقائي.
ضَمِنَ النموذجٍٍ SCC لكل شريحة (2 Cores) ضمن المعالج أن تعمل على نفس التردد وكل مجموعة من الشرائح (4 tile) أي (8 cores) يمكن أن تعمل على نفس الفولط.
الخاتمة:
تَعتقدُ مختبرات Intel أن معالجات SCCيمثل منصة عمل مثاليِة تسَاعَد على تسريع عجلة تطوربرامجِ البحث المتقدّمِ.
باحثو Intel عِنْدَهُمْ تَشْكِيلةُ من التطبيقاتِ لمعالجات،SCC يتضمن مخدمات الويب، التمثيل الفيزيائي وبرامج تحليل
مالي. بمنتصفِ 2010، تَتوقّعُ مختبراتَ Intel امتلاك العشراتِ من شركاءِ البحثِ الأكاديميِ والصناعي الذي يَجرونَ
أبحاثَهم على برامجِ متقدّمِ باستخدام منصات عمل SCC.
مراجع ذات صلة